# Cultura de los dólmenes del Cáucaso Occidental
La cultura de los dólmenes del Cáucaso Occidental (del ruso: Дольменная культура Западного Кавказа) es una cultura arqueológica de la Edad del Bronce Media. Ocupada principalmente las dos vertientes montañosas y las zonas premontañosas a ambos lados de la Cordillera del Cáucaso, en la región occidental. Tenía por límite oriental la cuenca del río Labá (aunque probablemente se extendiese a Karacháyevo-Cherkesia y hasta Zheleznovodsk, en el actual krai de Stávropol), y por límite occidental la costa del mar Negro, llegando al sur por la misma hasta Ochamchira, en Abjasia. Su área de influencia alcanzaba asimismo zonas de la llanura, en la península de Tamán, alrededor de Sarátovskaya y probablemente el área de Maikop.

## Historia del descubrimiento e investigación
El descubrimiento de esta cultura se inició con el estudio de su manifestación más visible, tumbas megalíticas. En 1794, el académico P. S. Pallas dejó la primera mención del grupo de dólmenes cercanos al asentamiento de Chokrak-Koi (en los alrededores de la actual stanitsa Fontalovskaya), en la península de Tamán. Otros viajeros dejaron sus observaciones en la primera mitad del siglo XIX, como el Francés Taibout de Marigny en 1818, el británico James Bell o el francés Dubois de Mont Perreux entre 1837 y 1839. El estudio práctico de los dólmenes tuvo su comienzo en la segunda mitad del siglo, con las investigaciones de N. L. Kamenev entre 1869 y 1870. Entre 1878-1886 varios dólmenes fueron excavados por E. D. Felitsin, la condesa P. S. Uvárova, V. M. Sysoyev y V. I. Sizov. Sin embargo, fueron las excavaciones de Nikolái Veselovski cerca de la stanitsa Tsárskaya (actual Novosvobodnaya) las que abrieron al mundo la cultura de la que proceden los dólmenes.
Pese a que los hallazgos relativos a la cultura fueron investigados por investigadores como V. V. Bzhaniya o O. M. Dzhaparidze, la atención se centró en el estudio de los dólmenes. Entre 1945 y 1950 I. N. Ajanov se dedicó al estudio del antiguo asentamiento hallado en la bahía de Gelendzhik. En la década de 1950, en la cueva Vorontsóvskaya, al sur de la ciudad de Sochi, el equipo de L. N. Soloviov descubrió varias capas de materiales de esta cultura. L. I. Lavrov sistematizó en 1960 los materiales e investigaciones sobre la cultura en su libro. La siguiente etapa de investigaciones dio comienzo en 1967 con la creación de un equipo especial para el estudio de los dólmenes bajo la dirección de V. I. Markovin, en el que también participaban P. U. Autlev, V. I. Kozenkova y V. V. Bzhaniya. Entre ese año y 1975 se recogió una gran cantidad de material. Este proyecto constituyó el inicio real del estudio integral de los yacimientos de esta cultura. En primer lugar, cabe nombrar la campaña de excavaciones de 1970 en el yacimiento Deguavski-Dajovski (Дегуакско-Даховского поселения) junto al Bélaya, en Adiguesia. El equipo también investigó el yacimiento contemporáneo del claro de Bogatyr (Богатырской поляне) cerca de Novosvobódnaya.
P. U. Autlev, arqueólogo de Maikop, abrió en 1967 dos yacimientos de dólmenes en la región de Novosvobódnaya, junto al río Fars, Novosvobódnenskoye-1, en el claro Dlinnói, y Novosvobódnenskoye-2, en la parcela Starchikí. Ambos fueron excavados en la década de 1980 por A. D. Rezepkin y M. V. Rysin, respectivamente. Poco a poco en esa época van saliendo a la luz los Osinovskoye-2, Chubukin Burog y Starchikí-2, alrededor del claro de Bogatyr cercano a Novosvobódnaya.
Sin embargo no se dio una investigación profunda de los yacimientos, pues se prestaba la atención mayor a los dolmenes. Según los trabajos de A. M. Bianki, A. N. Guei, A. V. Dmitriev, V. I Markovin, B. V. Meleshko, A. D. Rezepkin, M. K. Teshev o V. A. Trifonov, quien realizó la reconstrucción de un complejo megalítico, el primer trabajo de ese tipo en Rusia.
Las investigaciones de los últimos años se han centrado en la arqueoastronomía (N. V. Kondriákov, M. I. Kudin). Tanto profesionales como entusiastas independientes han desarrollado una gran labor en el hallazgo de nuevos conjuntos de dólmenes, principalmente en la vertiente del Cáucaso meridional. Se puede mencionar a este respecto los restos hallados en Shepsi.

## Período
La cultura de los dólmenes del Cáucaso Occidental une las tradiciones de las culturas neolíticas de la cerámica incrustada de perlas y la de cultura de Maikop, cuyas raíces se hallan en Mesopotamia. Se observa una cierta sucesión entre la cultura cuyos restos se hallaron en Novosvobódnaya. Se hallan paralelismos en cuanto a las tumbas megalíticas y en la cerámica. Se desconoce que fue lo que puso fin a esta cultura, si cambió bruscamente la población que ocupaba estas tierras, pues se han encontrado dólmenes inacabados. Asimismo es objeto de debate el origen de la cultura megalítica en el Cáucaso occidental, que puede coincidir o no con las migraciones de las etnias.
La cultura de los dólmenes aparece hacia 2900—2800 a. C. El análisis radiocarbónico de muestras del complejo de dólmenes Psynako-I mostraba que se remontaba al 2340±40 a. C. y el de las muestras de la capa inferior del yacimiento Deguakski-Dájovski indicaba el año 2070 a. C. (2060±80 a. C.). Los dólmenes de Kolijo datan de entre el 1800 a. C. y el 1500 a. C.. Los dólmenes dejaron de construirse entre 1400 y 1300 a. C. Diversos estudios señalan otras cronologías
En tiempos recientes se han hallado algunos petroglifos en los dólmenes, entre los que cabe destacar uno que representa la caza del ciervo y otro que representa un combate entre dos hombres, llamado "Los mellizos" (близнецов), que fue hallado cerca de Dzhubga  y que muestra analogías con la cultura Kemi Oba de Crimea y el sur de Ucrania, lo que puede indicar una religión y un origen común para la población de estas dos regiones adyacentes.

## Viviendas
Los asentamientos de la cultura de los dólmenes se situaban en las proximidades inmediatas de los ríos, en terrazas fluviales o en las pendientes de las orillas. Asimismo son conocidos asentamientos en elevaciones, como el del claro de Bogatyr (alrededores de Novosvobódnaya) o el monte Autl (cerca del seló Solojaúl, en el distrito Lazarevski de la entidad municipal de Sochi). El asentamiento Osinovskoye-II que se halla junto al kurgán Kamenski, cerca de Novosvobódnaya, es un pequeño asentamiento destinado a los constructores de dólmenes. Se han hallado otras pequeñas colonias de este tipo junto a conjuntos de dólmenes.
Las viviendas estaban construidas con una estructura revestida de arcilla, con suelos de tierra batida. La piedra se utilizaba en muy pocas ocasiones. Contaban con hornos de arcilla y hoyos recubiertos de arcilla para almacenar productos.

## Economía

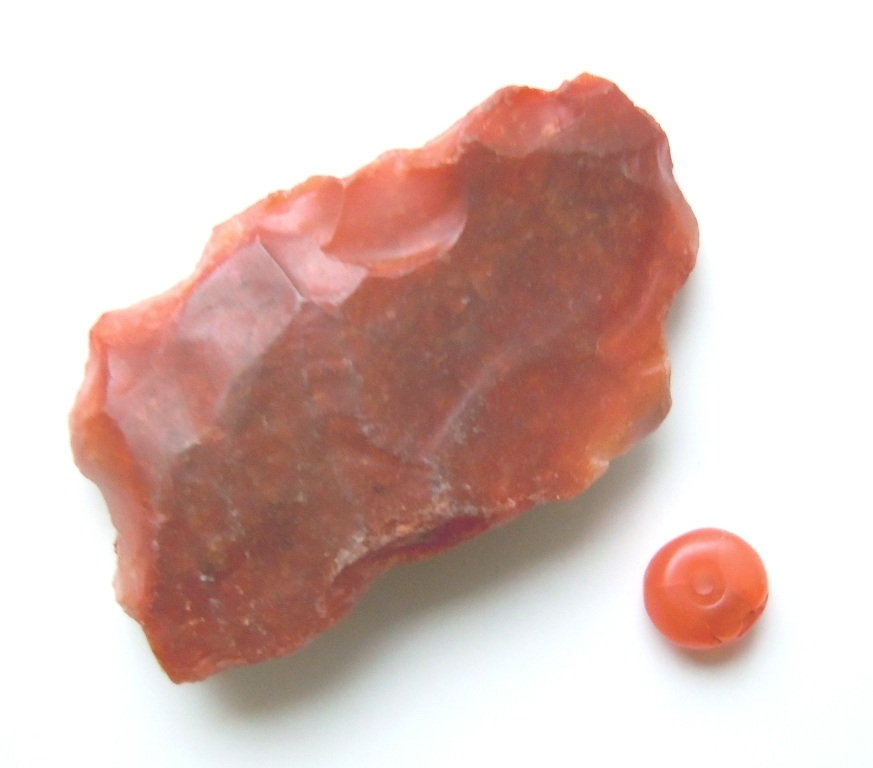
Cornalina y cuenta del yacimiento Chubukin Bugor.

La economía de las comunidades de esta cultura se basaba en la agricultura y la ganadería (cerdos, principalmente, aunque también ganado mayor y otros ganados menores). Tenían caballos y perros. La caza y la pesca también tenían un papel en la economía. En cuanto a la artesanía se puede destacar la fabricación de cerámica, la talla de piedra, la metalurgia, los tejidos y el cuero. Trabajaban la tierra con rudimentarias azadas de piedra y segaban con hoces de pedernal. Molían el grano con rodillos de piedra sobre superficies de piedra. De su conocimiento de la metalurgia nos han llegado moldes, lingotes y una variedad de objetos en bronce arsenical. Se han hallado collares de cornalina que son prueba de su comercio con tierras tan lejanas como el actual Irán o India.

## Templos
No se han hallado estructuras independientes que se puedan asociar a la función de santuario o templo de la cultura de los dólmenes a excepción de los propios dólmenes, de los que hay razones para pensar que cumplían tal función, por las características que reúnen, con una fachada abierta al lugar de culto. Otros elementos megalíticos de los complejos de dólmenes (crómlech, dromos, menhir) nos dan información sobre las creencias religiosas y la cosmogonía de este pueblo antiguo. Muestra característica de esto es el complejo de kurganes y dólmenes Psynako-I, cerca de Tuapsé.

## Conservación
Se está trabajando por su consideración como patrimonio de la humanidad.

## Galería

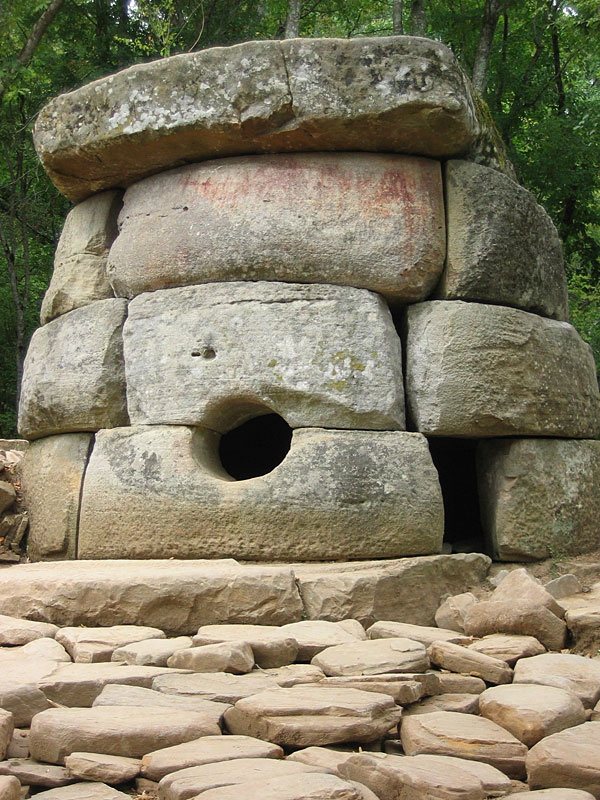
Dolmen del valle de Jane
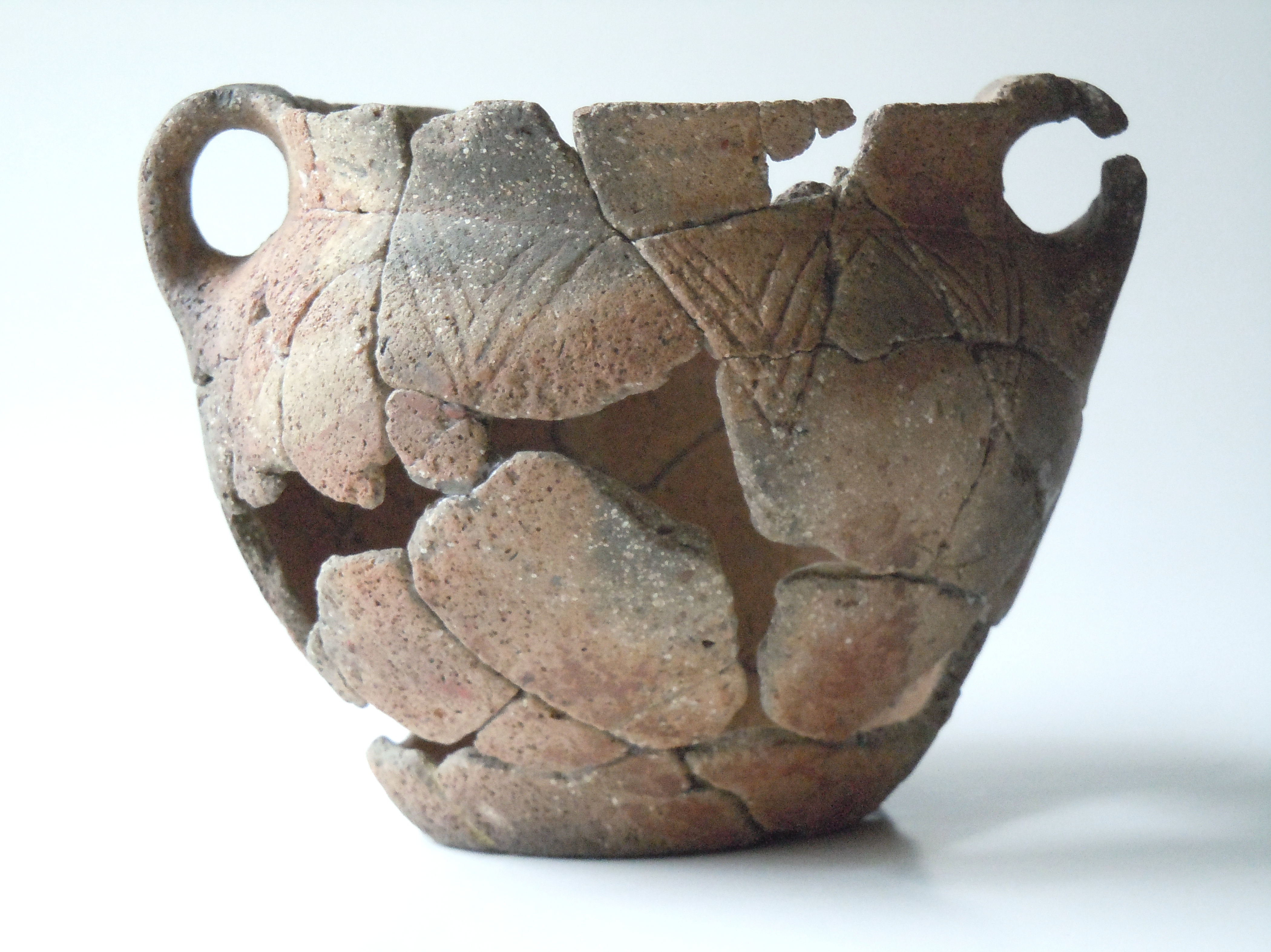
Ánfora de la cultura de los dólmenes
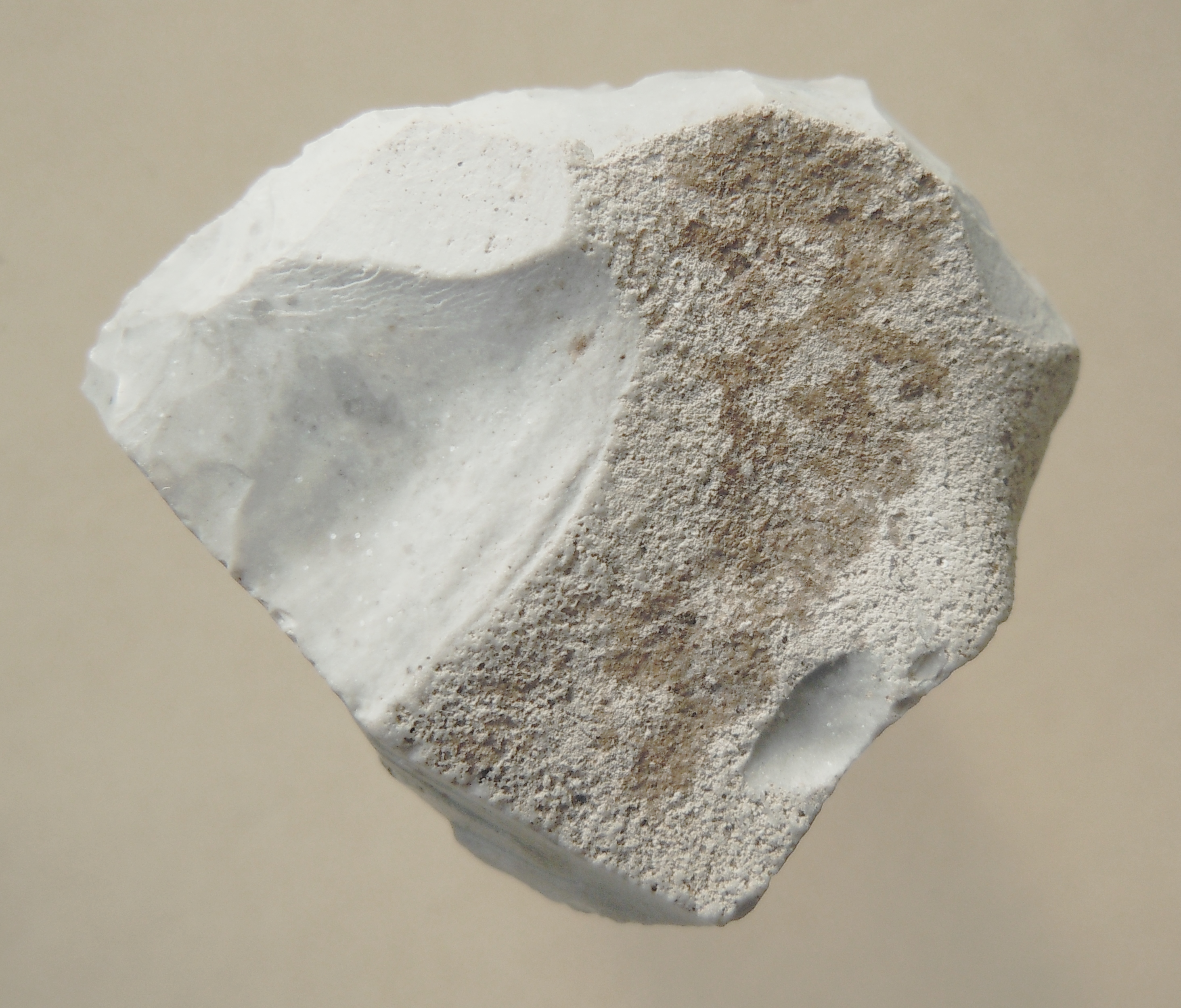
Raspador de pedernal
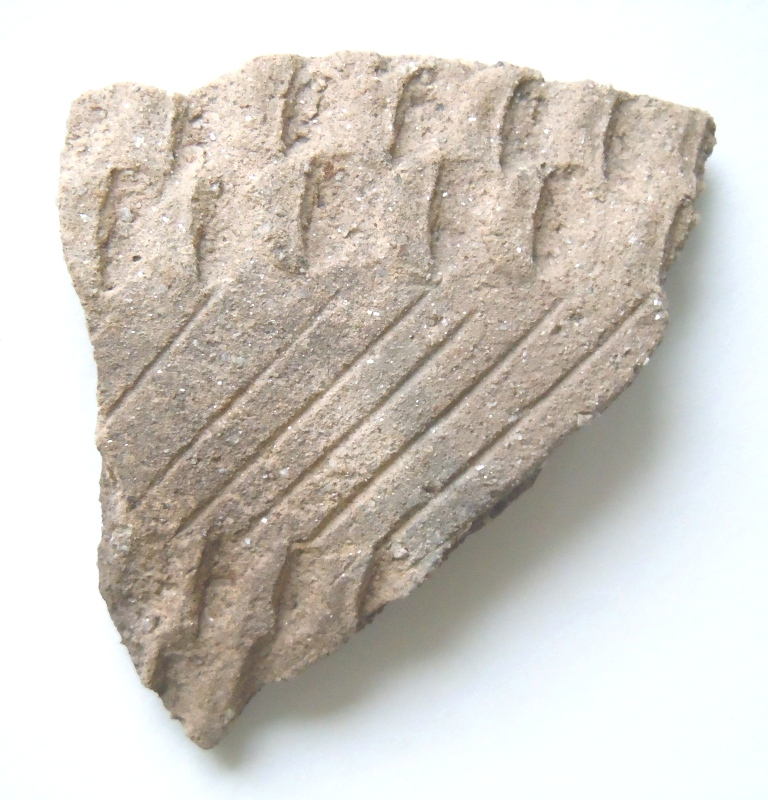
Fragmento de cerámica del yacimiento de Chubukin Bugor